# Bufotenin
A bufotenin (más néven cebilcin, 5-hidroxi-N,N-dimetiltriptamin) bizonyos békafajok bőrében, gombákban, fákban és emlősökben is megtalálható alkaloid. Nevét a Bufo békanemről kapta, melybe számos, pszichoaktív anyagot tartalmazó békafaj tartozik. Az Incilius alvarius békafaj fültőmirigye is olyan anyagot választ ki, melynek egyik összetevője a bufotenin.
Bufotenint tartalmazó békamérget mint utcai drogot afrodiziákumként és tudatmódosító szerként használtak, ami több halálesethez vezetett. Több tanulmány szerint pszichiátriai rendellenességben szenvedő betegek vizeletében találták meg a vegyületet.
A szer a DEA I-es listáján szereplő tiltott drog az USA-ban.

## Hasonló vegyületek
- Szerotonin (5-hidroxi-triptamin)
- Pszilocibin (4-foszforiloxi-N,N-dimetil-triptamin)

## Fordítás
Ez a szócikk részben vagy egészben  a   Bufotenin című angol Wikipédia-szócikk fordításán alapul.  Az eredeti cikk szerkesztőit annak laptörténete sorolja fel. Ez a jelzés csupán a megfogalmazás eredetét és a szerzői jogokat jelzi, nem szolgál a cikkben szereplő információk forrásmegjelöléseként.